# 칼로트 야나
칼로트 야나(Charlotte Ayanna, 1976년 9월 25일 ~ )는 미국의 배우, 텔레비전 배우, 영화배우이다.
산후안에서 태어났다.

## 영화
- 푸시 (2006년) - 리사 역
- 원스 어폰 어 웨딩 (2005년)
- 스펀 (2002년)
- 러브 더 하드 웨이 (2001년)
- 케이트 앤 레오폴드 (2001년)
- 트레이닝 데이 (2001년) - 리사 역
- 블루 이구아나 (2000년)
- 조브레이커 (1999년)
- 캐리 2 (1999년)
- 콘돔 전쟁 (1997년)